# Mike Hennigan
Michael Hennigan (sinh ngày 20 tháng 12 năm 1942), hay còn gọi Mick Hennigan, là một cầu thủ bóng đá người Anh đã giải nghệ, vừa là cầu thủ, vừa là huấn luyện viên.

## Sự nghiệp

### Sự nghiệp thi đấu
Hennigan thi đấu ở vị trí trung vệ và bắt đầu sự nghiệp với đội trẻ của Sheffield Wednesday, nhưng ông không bao giờ ra sân cho đội một. Hennigan sau đó thi đấu tại Football League cho Southampton và Brighton & Hove Albion, trước khi chuyển đến Nam Phi thi đấu với Durban United.

### Sự nghiệp huấn luyện
Hennigan tiếp quản công việc tạm thời ở Blackpool năm 1999, cùng với Mike Davies, sau sự ra đi của Nigel Worthington.
Hennigan dẫn dắt đội tuyển quốc gia Malawi năm 2005.